# 本川祐治郎
本川 祐治郎（ほんがわ ゆうじろう、1967年4月8日 - ）は、日本の政治家。元富山県氷見市長（1期）。

## 来歴
富山県高岡市出身。旧姓：中村。父親は税理士。富山県立高岡高等学校卒業。1浪して早稲田大学商学部入学・卒業。衆議院議員の武藤嘉文の私設秘書をしているときに父の誘いを受け帰郷。高岡商工会議所に4年勤務した後、2000年（平成12年）から妻の実家の味噌・醤油製造会社の経営に携わる。その後、経営コンサルタント会社を設立した。
2013年氷見市長選挙
2013年（平成25年）1月17日、氷見市長の堂故茂が第23回参議院議員通常選挙へ出馬する意向を表明。これを受けて同年2月16日、本川は氷見市長選挙への出馬を表明。堂故は4月1日付で辞職。
市長選は4月7日に執行される。みんなの党の推薦を得た本川は、堂故の支援を受けた第三セクター会社社長の寺下利宏を破り初当選を果たした。
※当日有権者数：43,445人 最終投票率：72.95%（前回比：8.68pts）
| 候補者名   | 年齢 | 所属党派 | 新旧別 | 得票数   | 得票率 | 推薦・支持         |
| ---------- | ---- | -------- | ------ | -------- | ------ | ------------------ |
| 本川祐治郎 | 46   | 無所属   | 新     | 16,992票 | 54.03% | （推薦）みんなの党 |
| 寺下利宏   | 53   | 無所属   | 新     | 14,459票 | 45.97% |                    |

2017年氷見市長選挙
「日本初のファシリテーター（会議などにおける議事進行のプロ）市長」として注目を浴びた本川だったが、2017年（平成29年）の市長選の直前、『週刊文春』によってパワーハラスメントの実情が明かされる。2017年3月9日発売の同誌3月16日号は複数の職員の証言とパワハラ発言の音声データを元に、以下の内容を報じた。
- まずダメ出しをする。書類などを机に叩きつけながら、毎回怒鳴る。氷見市では職員の病気休暇、早期退職が激増している。
- 職員は自衛策として、本川とやりとりする際はICレコーダーで録音するようになった。一時期、市内の家電量販店からICレコーダーが消えるほどだった。
- 2014年5月、富山県内のパチンコ会社の専務役員は本川から、「パチンコ屋の外観について話がある」との用件で市長応接室に呼び出された。本川が「この部屋に入って、あんたの整髪料、クサいよ。あんたの香水の匂い、クサいって髪の毛。普通の日本人の顔じゃないね」と述べると、日本人であった専務役員は差別発言に激怒し、謝罪を要求。本川は2分後に謝罪した。

報道から間もない3月26日、氷見市長選挙が告示される。再選を目指す本川、自由民主党の推薦を受けた元富山県庁職員の林正之、元市議の沢田勇が立候補。本川は4月2日執行の選挙で林に大差で敗れ、1期で市長職を退いた。
※当日有権者数：42,247人 最終投票率：71.94%（前回比：1.01pts）
| 候補者名   | 年齢 | 所属党派 | 新旧別 | 得票数   | 得票率 | 推薦・支持         |
| ---------- | ---- | -------- | ------ | -------- | ------ | ------------------ |
| 林正之     | 60   | 無所属   | 新     | 18,017票 | 59.73% | （推薦）自由民主党 |
| 本川祐治郎 | 49   | 無所属   | 現     | 11,422票 | 37.87% |                    |
| 沢田勇     | 75   | 無所属   | 新     | 724票    | 2.40%  |                    |

2018年（平成30年）3月16日、市が設置した委員会（委員長は弁護士）は、本川の在職中のパワハラは常態化していたと報告した。本川は市長選に向けて、女性職員に、女性を多数集めて懇談の場を作るよう指示。女性職員が断ると、本川は降格を示唆したという。